# Мост „Ричмънд-Сан Рафаел“
Мостът „Ричмънд-Сан Рафаел“ или Възпоменателен мост „Джон Ф. МакКарти“ (на английски: Richmond-San Rafael Bridge или John F. McCarthy Memorial Bridge) е най-северният мост, прекосяващ Санфранциския залив в посока изток-запад, свързващ градовете Ричмънд в източния си край и Сан Рафаел в западния в Района на Санфранциския залив в щата Калифорния, Съединени американски щати.
Мост е дълъг 8,9 км (5,5 мили). Основан е през 1956 г.